# Mimegralla prudens
Mimegralla prudens är en tvåvingeart som först beskrevs av Osten Sacken 1881.  Mimegralla prudens ingår i släktet Mimegralla och familjen skridflugor. Inga underarter finns listade i Catalogue of Life.